# Microregione di Alto Mearim e Grajaú
Alto Mearim e Grajaú è una microregione dello Stato del Maranhão in Brasile, appartenente alla mesoregione di Centro Maranhense.

## Comuni
Comprende 11 comuni:
- Arame
- Barra do Corda
- Fernando Falcão
- Formosa da Serra Negra
- Grajaú
- Itaipava do Grajaú
- Jenipapo dos Vieiras
- Joselândia
- Santa Filomena do Maranhão
- Sítio Novo
- Tuntum